# Fördraget i Meerssen

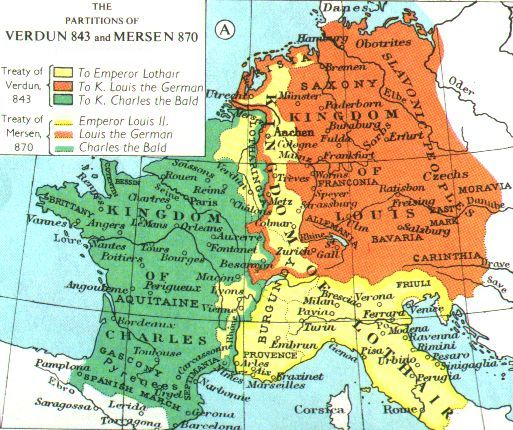
Geopolitisk delning efter fördraget i Meerssen.

Fördraget i Meerssen år 870 var en överenskommelse om att dela upp Frankerriket mellan Ludvig den frommes överlevande söner Karl den skallige av västfrankerna och Ludvig den tyske av östfrankerna, som skrevs under i staden Meerssen, som nu ligger i Nederländerna. Den romerske kejsaren Ludvig II sökte med hjälp från påven Hadrianus II att få en del av riket, men nekades detta. Fördraget ersatte fördraget i Verdun. Kungariket Lotharingia delades år 869 mellan Karl II och Ludvig den tyske efter att deras brorson Lothar II, kungen av Lotharingia, dog. Norra Lotharingia kontrollerades de facto av den danske vikingen Rorik, och delades endast på papperet mellan det Västfrankiska och det Östfrankiska riket.